# Chatree Chimtalay
Chatree Chimtalay (Thai: ชาตรี ฉิมทะเล; * 14. Dezember 1983 in Nakhon Ratchasima) ist ein ehemaliger thailändischer Fußballspieler.

## Karriere

### Verein
Seinen ersten Vertrag unterschrieb er bei Bangkok Bravo FC, dem heutigen Bangkok FC. Hier spielte er von 2003 bis 2005 und absolvierte 29 Spiele. 2006 ging er in den Norden von Thailand zum Chiangmai FC. Nach nur einem Jahr kehrte er wieder nach Bangkok zum Bangkok Bravo FC zurück. Hier spielte er zwei Jahre und wechselte 2008 zu Bangkok Glass, dem heutigen BG Pathum United FC. Die Saison 2019 wurde er mit BG Meister der Thai League 2 und stieg somit in die Thai League auf. Nach einer überragenden Saison 2020/21 wurde BG am 24. Spieltag mit 19 Punkten Vorsprung thailändischer Fußballmeister. Am 1. September 2021 gewann er mit BG den Thailand Champions Cup. Das Spiel gegen den FA-Cup-Gewinner Chiangrai United im 700th Anniversary Stadium in Chiangmai gewann man mit 1:0. Am 20. Mai 2023 stand BG das Endspiel des Thai League Cup. Das Finale wurde gegen Buriram United mit 2:0 verloren. Nach 197 Ligaspielen für BG beendete er nach der Saison 2022/23 seine Karriere als aktiver Fußballspieler.

### Nationalmannschaft
Von 2011 bis 2014 lief er 13 Mal für die thailändische Fußballnationalmannschaft auf und schoss dabei ein Tor.

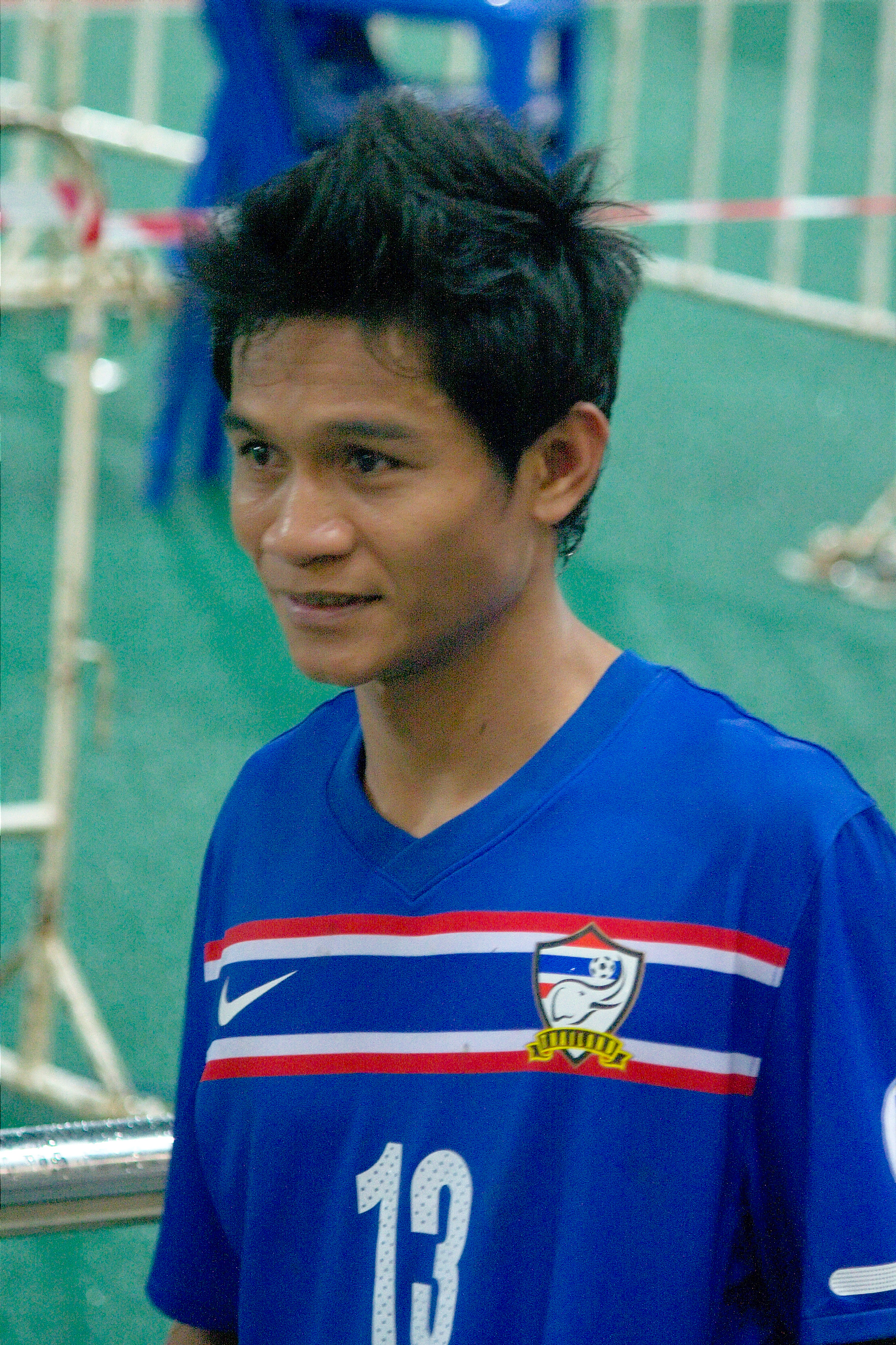
Chimtalay im Trikot der Nationalelf 2011

## Erfolge
Bangkok Glass/BG Pathum United FC
- Thailändischer Meister: 2020/21
- Thailändischer Vizemeister: 2021/22
- Thailändischer Zweitligameister: 2019  ▲
- Thailändischer Pokalsieger: 2014
- Queen’s-Cup-Sieger: 2010
- Thailändischer Supercup-Sieger: 2021
- Thai-Super-Cup-Sieger: 2009
- Singapore-Cup-Sieger: 2010
- Thailändischer Ligapokalfinalist: 2022/23